# Mahoromatic
Mahoromatic (まほろまてぃっく?, Mahoromatikku) è un manga scritto da Bunjūrō Nakayama e disegnato da Bow Ditama. La serie è stata pubblicata in Italia dalla Free Books fino al quarto volume e poi interrotta. Lo studio Gainax ne ha tratto un anime in 12 puntate andato in onda in Giappone nel 2001.

## Trama
Mahoro, ginoide da combattimento di un ente segreto denominato Vesper, decide di trascorrere i giorni che la separano dal suo termine operativo come cameriera al servizio di Suguru Misato, uno studente delle superiori che vive solo nella casa paterna.
Adattandosi in fretta al suo nuovo ruolo, Mahoro scoprirà i piaceri di una vita semplice sottratta dal campo di battaglia, mentre i suoi ultimi giorni scorreranno in compagnia dei compagni di classe e amici di Misato, dai quali sarà accettata e apprezzata.
Mentre la Vesper continua a fronteggiare una costante minaccia aliena, Mahoro si vedrà costretta a tornare alle armi questa volta per difendere l'incolumità di chi le sta attorno.

## Volumi
| Nº | Titolo italiano Giapponese 「Kanji」 - Rōmaji                                                             | Data di prima pubblicazione          | Data di prima pubblicazione              |
| Nº | Titolo italiano Giapponese 「Kanji」 - Rōmaji                                                             | Giapponese                           | Italiano                                 |
| 1  | La cameriera di casa Misato 「美里家のメイドさん」 - Misato-ka no meido-san                               | 1º settembre 1999 ISBN 4-8470-3326-4 | 30 luglio 2006 ISBN 978-88-89206-79-9    |
| 2  | La cameriera abbagliante come un raggio di sole 「陽射しくらくらメイドさん」 - Hizashi kurakura meido-san | giugno 2000 ISBN 4-8470-3354-X       | 30 agosto 2006 ISBN 978-88-89206-80-5    |
| 3  | La cameriera inseguita dal passato 「過去に追われるメイドさん」 - Kako ni owa reru meido-san              | febbraio 2001 ISBN 4-8470-3383-3     | 30 settembre 2006 ISBN 978-88-89206-81-2 |
| 4  | La cameriera sognatrice 「いろいろ夢見るメイドさん」 - Iroiro yumemiru meido-san                          | settembre 2001 ISBN 4-8470-3413-9    | 30 dicembre 2006 ISBN 978-88-89206-82-9  |
| 5  | 「今日も元気なメイドさん」 - Kyō mo genkina meido-san                                                     | 24 maggio 2002 ISBN 4-8470-3370-1    | —                                        |
| 6  | 「笑顔の素敵なメイドさん」 - Egao no sutekina meido-san                                                   | marzo 2003 ISBN 4-8470-3440-6        | —                                        |
| 7  | 「涙で動くメイドさん」 - Namida de ugoku meido-san                                                        | 23 settembre 2003 ISBN 4-8470-3454-6 | —                                        |
| 8  | 「美里家のまほろさん」 - Misato-ka no Mahoro-san                                                          | 1º novembre 2004 ISBN 4-8470-3479-1  | —                                        |

## Episodi

Il cast dei personaggi nell'anime

| Nº                                              | Giapponese 「Kanji」 - Rōmaji                                             | In onda           | In onda |
| Nº                                              | Giapponese 「Kanji」 - Rōmaji                                             | Giapponese        |         |
| Mahoromatic (12 episodi)                        |                                                                           |                   |         |
| 1                                               | 「紫陽花の咲く庭で」 - Ajisai no saku niwa de                             | 5 ottobre 2001    |         |
| 2                                               | 「女教師沙織二十五歳」 - Onna kyōshi Saori nijūgo-sai                     | 12 ottobre 2001   |         |
| 3                                               | 「墓ありて儚く」 - Haka arite hakanaku                                    | 19 ottobre 2001   |         |
| 4                                               | 「ハート撃ち抜きます」 - Hāto uchinukimasu                                | 26 ottobre 2001   |         |
| 5                                               | 「８ノ６３４ハ元気デス」 - Hachi-no-roppyakusanjūyon wa genki desu        | 2 novembre 2001   |         |
| 6                                               | 「月花愁色」 - Gekka shūshoku                                             | 9 novembre 2001   |         |
| 7                                               | 「過去に追われるメイドさん」 - Kako ni owareru meido-san                  | 16 novembre 2001  |         |
| 8                                               | 「完璧な心の持ち主」 - Kanpeki na kokoro no mochinushi                    | 23 novembre 2001  |         |
| 9                                               | 「ライムライト～Limelight～」 - Raimuraito～Limelight～                   | 30 novembre 2001  |         |
| 10                                              | 「戦士としての宿命」 - senshi toshite no shukumei                         | 7 dicembre 2001   |         |
| 11                                              | 「ぼくの大切な人間」 - Boku no taisetsu na ningen                         | 21 dicembre 2001  |         |
| 12                                              | 「いつか夢見た風景に」 - Itsuka yumemita fūkei ni                         | 28 dicembre 2001  |         |
| Mahoromatic: Motto Utsukushii Mono (14 episodi) |                                                                           |                   |         |
| 1                                               | 「帰ってきたメイドさん」 - Kaettekita meido-san                           | 29 settembre 2002 |         |
| 2                                               | 「きょうからみなわ」 - Kyō kara Minawa                                    | 4 ottobre 2002    |         |
| 3                                               | 「夢はおっきく」 - Yume wa okkiku                                         | 11 ottobre 2002   |         |
| 4                                               | 「探し物見つけます」 - Sagashimono mitsukemasu                            | 18 ottobre 2002   |         |
| 5                                               | 「あしたはかぜになる～」 - Atashi wa kaze ni naru?                        | 25 ottobre 2002   |         |
| 6                                               | 「ヤレめでたやな」 - Yare medeta ya na                                    | 1º novembre 2002  |         |
| 7                                               | 「おととい来やがれっ！」 - Ototoi kiyagare!                               | 8 novembre 2002   |         |
| 8                                               | 「祖父と孫と」 - Sofu to mago to                                          | 15 novembre 2002  |         |
| 9                                               | 「愛より甘し ちょびっと苦し」 - Ai yori amashi chobitto nigashi           | 22 novembre 2002  |         |
| 10                                              | 「わたしの好きなもの」 - Watashi no suki na mono                          | 29 novembre 2002  |         |
| 11                                              | 「願い、桜色」 - Negai, sakurairo                                         | 6 dicembre 2002   |         |
| 12                                              | 「受胎告知」 - Jutaikochiku                                               | 13 dicembre 2002  |         |
| 13                                              | 「ユメノオワリ」 - Yume no owari                                          | 10 gennaio 2003   |         |
| 14                                              | 「ナジェーナ」 - Najēna                                                   | 17 gennaio 2003   |         |
| Mahoromatic Natsu no TV Special (1 episodio)    |                                                                           |                   |         |
| 1                                               | 「えっちなのはいけないと思います！」 - Ecchi nano wa Ikenai to Omoi masu! | 15 agosto 2003    |         |
| Mahoromatic: Tadaima Okaeri (2 episodi)         |                                                                           |                   |         |
| 1                                               | 「ただいまの風」 - Tadaima no kaze                                        | 17 ottobre 2009   |         |
| 2                                               | 「おかえりの空」 - okaeri no sora                                         | 24 ottobre 2009   |         |